# Апельсин
Апельси́н (лат. Cītrus × sinēnsis) — плодовое дерево; вид рода Цитрус семейства Рутовые, а также плод этого дерева.
Апельсин — самая распространённая цитрусовая культура во всех тропических и субтропических областях мира.
Существует предположение о происхождении как гибрида мандарина (Citrus reticulata) и помело (Citrus maxima).
Растение культивировалось в Китае ещё за 2,5 тысячи лет до н. э. Самое раннее упоминание об апельсине содержится в китайском источнике от 314 года до н. э. В Европу было привезено португальскими мореплавателями. После этого быстро распространилась мода на выращивание апельсиновых деревьев; для этого стали строить специальные стеклянные сооружения, названные оранжереями (от фр. orange — «апельсин»). Апельсиновые деревья растут по всему побережью Средиземного моря (а также в Центральной Америке).

## Этимология
Слово «апельсин» заимствовано из нидерландского языка; нидерл. appelsien (ныне чаще употребляется форма sinaasappel), равно как и нем. Apfelsine, есть калька с фр. pomme de Chine (буквально — «яблоко из Китая»; теперь это название вытеснено словом orange).

## Ботаническое описание

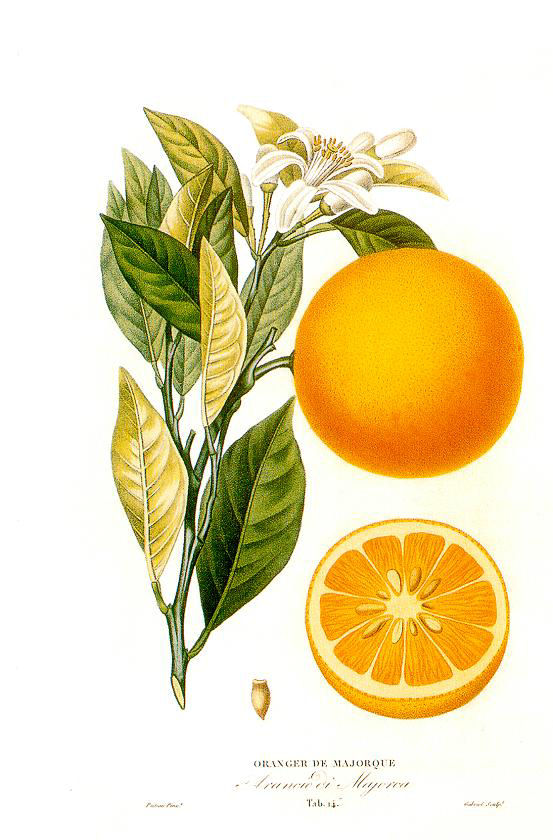
Ботаническая иллюстрация из книги Histoire et culture des orangers, 1872

Довольно высокое дерево, относится к трибе Цитрусовые (Citreae) подсемейства Померанцевые (Aurantioideae) семейства Рутовые (Rutaceae). Цельные многолетние листья апельсина одиночные сложные — соединяются со своими крылатыми черешками посредством промежуточного широкого сочленения. Белые цветки сидят по шесть, кистями и состоят из пятираздельного малораскрывающегося околоцветника с толстыми долями, множества тычинок и одиночной свободной, или «верхней», завязью (известные как «fleurs d’orange»).
Формула цветка: {\displaystyle \ast K_{5}\;C_{5}\;A_{\infty }\;G_{({\underline {\infty }})}}.
Плод — многогнёздный, многосемянный, с толстой двуслойной кожурой. Мякоть состоит из множества соковых мешочков — веретеновидных, заполненных соком волосков (по своему происхождению соковые мешочки представляют собой выросты внутренней эпидермы плодолистиков). Плод такого строения, который происходит из верхней завязи и характерен также и для других представителей рода Цитрус (лимон, померанец и др.), называется «гесперидий»; это — весьма своеобразная разновидность ягодообразного плода. У апельсина мякоть легко разделяется на доли, являющиеся гнёздами плода; каждая содержит одно или два семени, расположенных одно над другим.
Наружный слой гесперидия апельсина, называемый из-за жёлто-оранжевой окраски зрелых плодов флаведо (от лат. flavus — жёлтый), содержит большое количество крупных просвечивающих шаровидных желёзок, содержащих эфирное масло. Внутренний слой из-за белой губчатой структуры у зрелых плодов называется альбедо (от лат. albus — белый); у апельсина альбедо рыхлое, так что мякоть легко отделяется от кожуры. Сорта так называемых пупочных апельсинов обладают интересной аномалией гесперидия: гинецей у них образует два ряда плодолистиков, в результате чего развиваются два плода, причём один из них рудиментарен и находится у верхушки второго, большего плода; этот маленький плод можно видеть через небольшое отверстие («пупок») в кожуре большого плода.
По вкусовым качествам более всего ценятся тонкокожие, сочные, крупные и полновесные апельсины мальтийские, генуэзские, малагские и сицилийские, или мессинские.
Отдельные деревья имеют большую — как у дуба — крону и живут до 100—150 лет; в урожайный год они способны дать до 38 000 плодов.
|                                                                 |  |  |  |
| Слева направо: листья на побеге; цветок; незрелые плоды; семена |  |  |  |

## Значение и применение

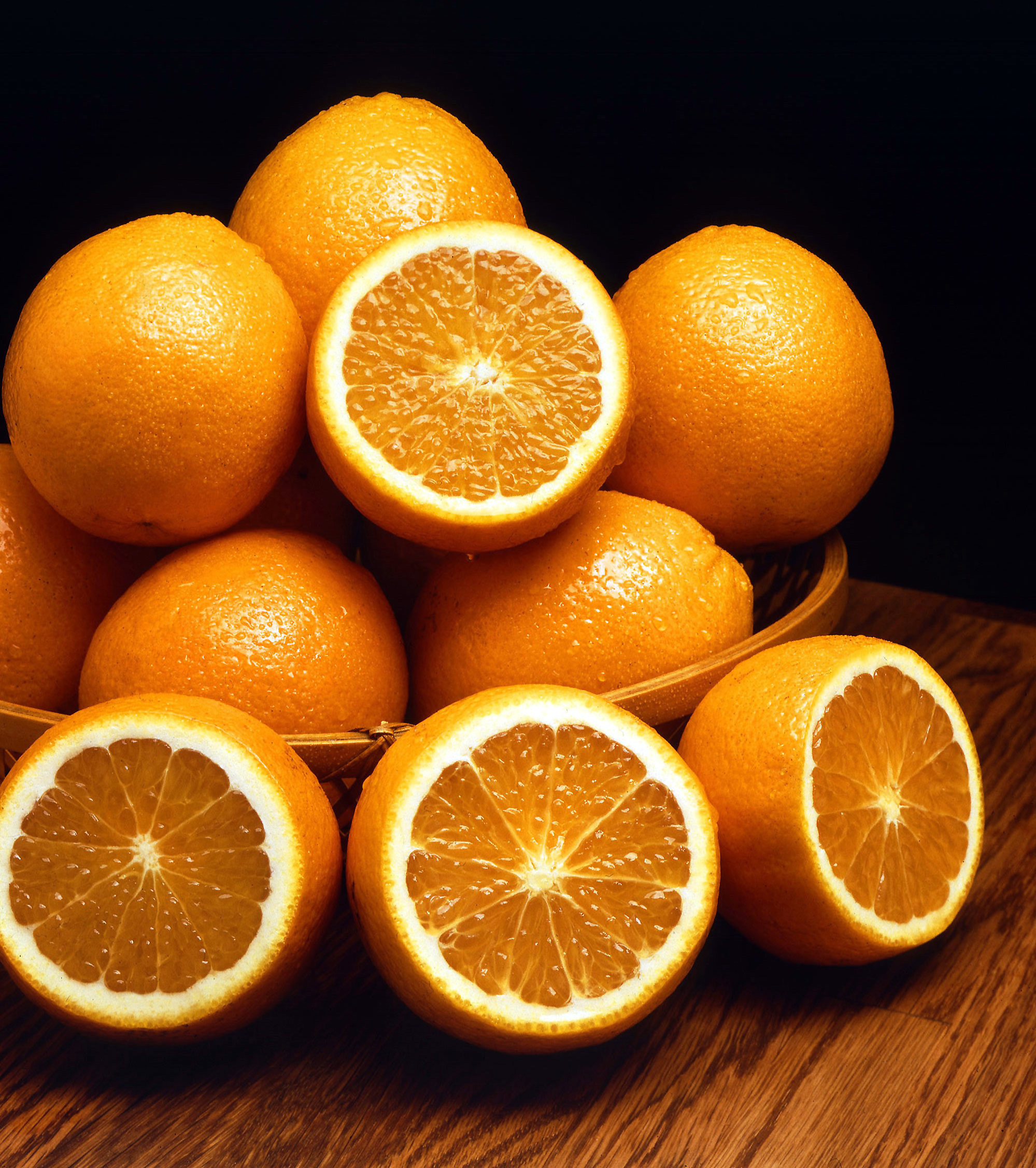
Плоды апельсина

Благодаря наличию в апельсинах комплекса витаминов и других биологически активных веществ, эти цитрусовые рекомендуют для профилактики и лечения гиповитаминозов, заболеваний печени, сердца и сосудов, обмена веществ. Пектины, которые содержатся в апельсинах, способствуют процессу пищеварения, усиливают моторную функцию толстого кишечника и уменьшают в нём гнилостные процессы. Сок апельсина — противоцинготное средство.
Из кожуры апельсинов получают цедру, используют для приготовления настоев и варенья. В Болонье и Флоренции кожура апельсинов используется для приготовления разного рода ликёров. Из апельсиновой цедры получают апельсиновое масло.
Сок апельсина широко используется в качестве напитка в ресторанах и кафе.
Апельсины требуют при перевозке очень хорошей укладки и легко портятся, поэтому их снимают недозрелыми и упаковывают в ящики по 200—500 штук, завёрнутые каждый в непроклеенную бумагу.

## Экономическое значение

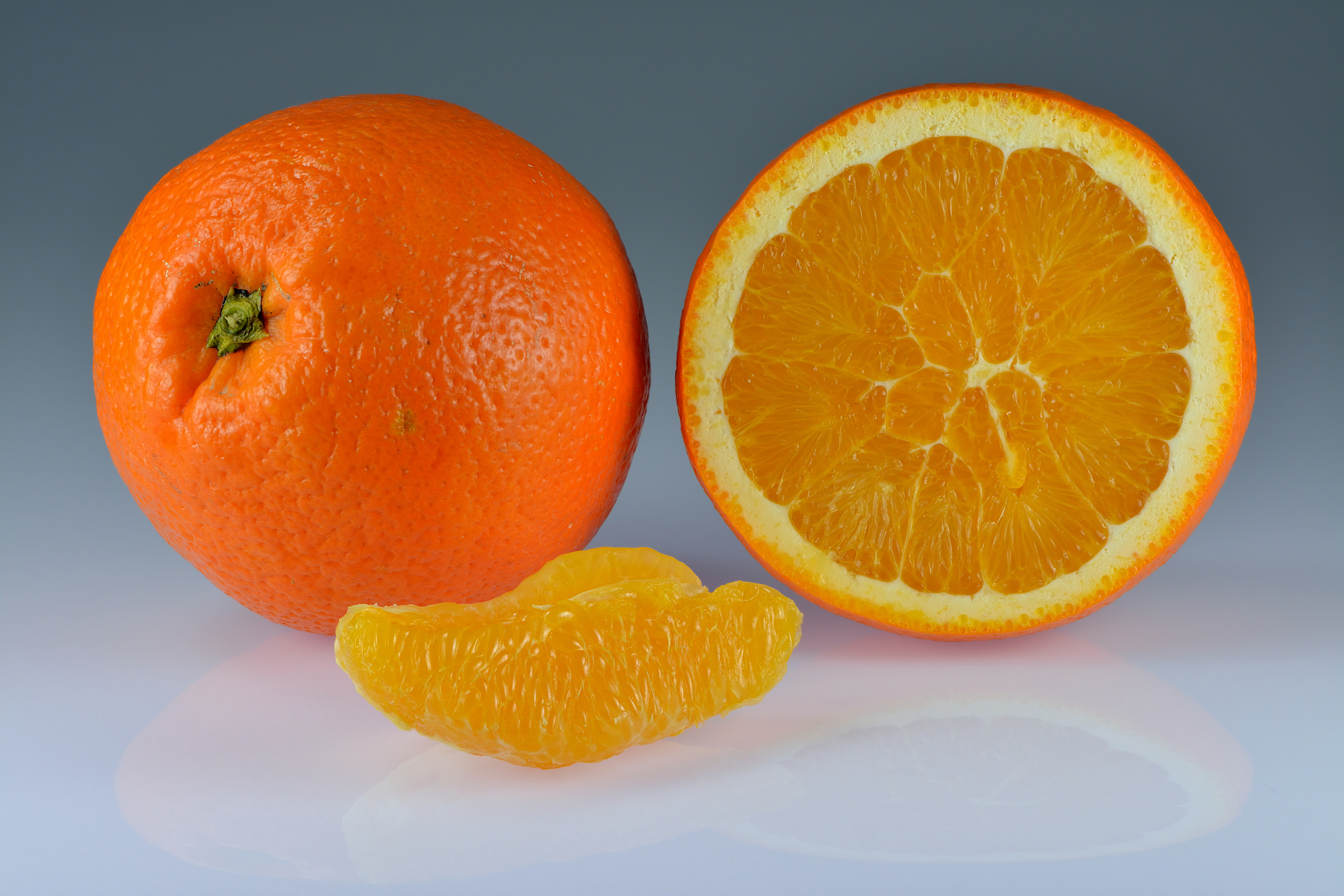
Апельсины

Выращивание апельсинов является важной частью экономики США (штаты Флорида и Калифорния), и таких стран, как Бразилия, Мексика, Пакистан, Китай, Индия, Италия, Иран, Египет, Турция. Несколько меньшее значение имеет для Испании, Южной Африки и Греции.
По сравнению с 1974 годом в 2004 году производство апельсинов удвоилось, увеличившись на 99,8 %.
| Мировое производство апельсинов по годам | Мировое производство апельсинов по годам |
| ---------------------------------------- | ---------------------------------------- |
| 1965                                     | 18 724                                   |
| 1970                                     | 24 868                                   |
| 1975                                     | 32 204                                   |
| 1980                                     | 40 014                                   |
| 1985                                     | 40 875                                   |
| 1990                                     | 49 705                                   |
| 1995                                     | 58 496                                   |
| 2000                                     | 63 793                                   |
| 2005                                     | 62 832                                   |
| 2006                                     | 65 910                                   |
| 2007                                     | 65 502                                   |
| 2008                                     | 69 497                                   |
| 2009                                     | 67 594                                   |
| 2010                                     | 69 508                                   |
| 2018                                     | 75 413                                   |

| Бразилия  |      | 16320 | 16 713 534 | 16 707 897 |
| Индия     | 5201 |       | 8 367 000  | 9 854 000  |
| Китай     |      | 6900  | 9 103 908  | 7 500 000  |
| США       |      | 6097  | 4 833 480  | 4 766 350  |
| Мексика   |      | 4300  | 4 737 990  | 4 648 620  |
| Испания   | 2617 |       | 3 639 853  | 3 343 960  |
| Египет    |      | 2630  | 3 246 483  | 3 157 960  |
| Индонезия | 2102 |       | 2 510 442  | 2 722 952  |
| Иран      | 2713 |       | 1 889 252  | 2 225 615  |
| Италия    | 2359 |       | 1 522 213  | 1 772 770  |
| Пакистан  | 1492 |       | 1 589 856  | 1 624 994  |
| ЮАР       |      | 1600  | 1 775 760  | 1 555 132  |
| Турция    | 1689 |       | 1 900 000  | 1 333 975  |
| Алжир     | 626  |       |            | 1 174 845  |
| Вьетнам   |      | 675   |            | 1 149 898  |
| Аргентина |      | 900   |            | 1 040 114  |
| Греция    | 800  |       |            | 886 640    |
| Марокко   |      | 750   |            | 806 342    |
| Гана      | 528  |       |            | 697 637    |
| Перу      |      |       |            | 554 818    |
| Сирия     | 689  |       |            | 502 966    |

## Состав плода
| Необработанные плоды (Питательная ценность в 100g) |                                    |                          |                                  |
| Вода : 86,75 г                                     | Неорганические вещества: 0,44 г    | Пищевые волокна: 2,4 г   | Энергетическая ценность: 47 ккал |
| Углеводы: 11,75 г                                  | В том числе — Моносахариды: 9,35 г | Белки: 0,94 г            | Жиры: 0,12 г                     |
| Микроэлементы                                      |                                    |                          |                                  |
| Калий: 181 мг                                      | Фосфор: 14 мг                      | Кальций: 40 мг           | Магний: 10 мг                    |
| Натрий: 0 мг                                       | Железо: 100 мкг                    | Медь: 45 мкг             | Цинк: 70 мкг                     |
| Витамины                                           |                                    |                          |                                  |
| Витамин C: 53,2 мг                                 | Витамин B₁: 87 мкг                 | Витамин B₂: 40 мкг       | Витамин B₃: 282 мкг              |
| Витамин B₅: 250 мкг                                | Витамин B₆: 60 мкг                 | Витамин B₉: 0 мкг        | Витамин B₁₂: 0 мкг               |
| Витамин A: 225 МЕ                                  | Ретинол: 0 мкг                     | Витамин E: 0,18 мкг      | Витамин K: 0 мкг                 |
| Жирные кислоты                                     |                                    |                          |                                  |
| Насыщенные: 15 мг                                  | Моно-ненасыщенные: 23 мг           | Поли-ненасыщенные: 25 мг | Холестерин: 0 мг                 |

## Некоторые сорта

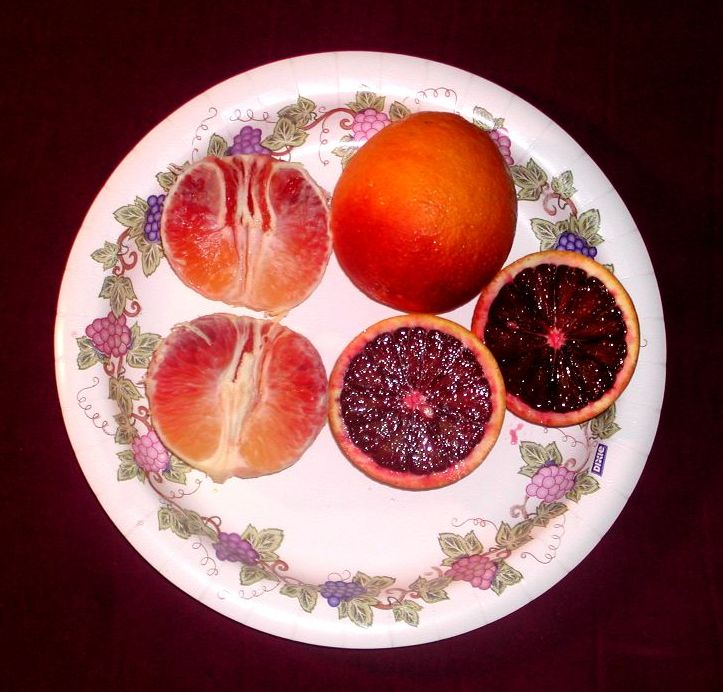
Плоды кровавого апельсина

- Shamouti. Вегетативно размножаемая переклинальная химера сорта 'Beledi'. Известен с XIX века. Интродуцирован в США[11]. В конце XX века описаны случаи расхимеривания[12].